# Lijst van rijksmonumenten in Dantumadeel

Dantumadeel

De gemeente Dantumadeel telt 35 inschrijvingen in het rijksmonumentenregister. Hieronder een overzicht. Voor een overzicht van beschikbare afbeeldingen zie de categorie Rijksmonumenten in Dantumadiel op Wikimedia Commons.

## Broeksterwoude
De plaats Broeksterwoude (Broeksterwâld) telt 2 inschrijvingen in het rijksmonumentenregister.
| Object         | Oorspronkelijke functie?  | Bouwjaar                                                   | Architect | Locatie                  | Coördinaten?                  | Nr.?  | Afbeelding        |
| -------------- | ------------------------- | ---------------------------------------------------------- | --------- | ------------------------ | ----------------------------- | ----- | ----------------- |
| De Grote Molen | Industrie- en poldermolen | 1887 1959 (rest.) 1975 (rest.) 1994 (rest.) 2010 (herstel) |           | Boargemaster Nautawei 4a | 53° 16' 1" NB, 5° 58' 15" OL  | 11678 | Meer afbeeldingen |
| Broekmolen     | Industrie- en poldermolen | 1876 2009 (herstel)                                        |           | Schwartzenbergloane 2a   | 53° 16' 34" NB, 5° 58' 39" OL | 11679 | Meer afbeeldingen |

## Damwoude
De plaats Damwoude (Damwâld) telt 6 inschrijvingen in het rijksmonumentenregister.
| Object                                      | Oorspronkelijke functie?  | Bouwjaar | Architect                                      | Locatie     | Coördinaten?                  | Nr.?   | Afbeelding        |
| ------------------------------------------- | ------------------------- | --- | ---------------------------------------------- | ----------- | ----------------------------- | ------ | ----------------- |
| Sint-Bonifatiuskerk                         | Kerk en kerkonderdeel     | ca. 1200 13e eeuw (toren) 16e eeuw (koor) verm. 1772 (zadeldak) 1914 (aanbouw) 1962-'63 (rest.)                                       | A. Baart jr. (1963)                            | Foarwei 2   | 53° 17' 26" NB, 5° 59' 49" OL | 11675  | Meer afbeeldingen |
| Voorm. gemeentehuis van Murmerwoude         | Bestuursgebouw en onderdl | 1881 | J.W. Duyff                                     | Haadwei 46  | 53° 17' 26" NB, 5° 59' 52" OL | 11680  | Meer afbeeldingen |
| Sint-Benedictuskerk                         | Kerk en kerkonderdeel     | 12e eeuw (kerk) 13e eeuw (toren) 16e eeuw (verb.) 1686 (verb. schip) 1775 (koorsluiting) 1948-'50 (rest. toren) 1963-'66 (rest. kerk) | A. Baart jr. (1963-'66)                        | Doniawei 76 | 53° 17' 26" NB, 6° 0' 45" OL  | 11681  | Meer afbeeldingen |
| De Kruisweg                                 | Woonhuis                  | 1881 |                                                | Haadwei 42  | 53° 17' 27" NB, 5° 59' 50" OL | 34304  | Meer afbeeldingen |
| Orgel van de kerk van Akkerwoude (De Ikker) | Vanwege onderdelen kerk   | 1819 (bouw) 1899 (plaatsing) 1976 (rest.)                                                                                             | L. van Dam en Zonen (1819) J. Vermeulen (1976) | Hearewei 1  | 53° 17' 26" NB, 5° 58' 41" OL | 512917 | Meer afbeeldingen |
| De Mearmin                                  | Industrie- en poldermolen | 1892 1969 (herb. aan Geestmermeer) 2016 (herb. op huidige locatie)                                                                    |                                                | Trekwei     | 53° 17' 38" NB, 6° 0' 43" OL  | 467708 | Meer afbeeldingen |

## Driesum
De plaats Driesum (Driezum) telt 5 inschrijvingen in het rijksmonumentenregister.
| Object | Oorspronkelijke functie? | Bouwjaar                                 | Architect             | Locatie           | Coördinaten?                 | Nr.?   | Afbeelding               |
| --- | ------------------------ | ---------------------------------------- | --------------------- | ----------------- | ---------------------------- | ------ | ------------------------ |
| Schoolhuis | Dienstwoning             | 1787 1854 (uitbr.)                       |                       | Tsjerkestrjitte 2 | 53° 17' 50" NB, 6° 2' 48" OL | 11682  | Meer afbeeldingen        |
| Kop-hals-rompboerderij met voorhuis onder pannen zadeldak en stal onder hoog rieten wolfsdak                    | Boerderij                | oorspr. 18e eeuw 19e eeuw (huidige vorm) |                       | Eastwâld 3        | 53° 18' 8" NB, 6° 3' 28" OL  | 11683  | Meer afbeeldingen        |
| Hervormde kerk                                                                                                  | Kerk en kerkonderdeel    | 1713 1876 (herb. toren)                  | H.H. Korenstra (1876) | Van Sytzamawei 8  | 53° 17' 51" NB, 6° 2' 46" OL | 11684  | Meer afbeeldingen        |
| Dwarshuisboerderij met woonhuis met zesruitsvensters tussen topgevels onder zadeldak en schuur onder rieten dak | Woonhuis                 | ca. 1840                                 |                       | Foarwei 6         | 53° 17' 42" NB, 6° 2' 35" OL | 11685  | Meer afbeeldingen        |
| Hervormde kerk, pastorie                                                                                        | Dienstwoning             | 1877                                     |                       | Van Sytzamawei 31 | 53° 17' 56" NB, 6° 3' 1" OL  | 512861 | Hervormde kerk, pastorie |

## Rinsumageest
De plaats Rinsumageest (Rinsumageast) telt 7 inschrijvingen in het rijksmonumentenregister.
| Object                                                                                          | Oorspronkelijke functie?  | Bouwjaar | Architect | Locatie                    | Coördinaten?                  | Nr.?   | Afbeelding        |
| ----------------------------------------------------------------------------------------------- | ------------------------- | --- | --------- | -------------------------- | ----------------------------- | ------ | ----------------- |
| Alexanderkerk. Hervormde kerk                                                                   | Kerk en kerkonderdeel     | ca. 1100 (koor) 12e eeuw (koor, verb.) 13e eeuw (toren) ca. 1525 (zijbeuk, verb.) 1610 (verb. toren) 1943-'45 (herstel) 1987-'88 (rest.) |           | Juckemawei 3               | 53° 17' 46" NB, 5° 56' 34" OL | 11691  | Meer afbeeldingen |
| Voorm. rechthuis annex herberg                                                                  | Woonhuis                  | late 17e eeuw |           | Rjochthússtrjitte 1        | 53° 17' 49" NB, 5° 56' 57" OL | 11692  | Meer afbeeldingen |
| Woning onder twee schilddaken met hoekschoorstenen en dakkapel met fronton voor het voorste dak | Woonhuis                  | vroege 17e eeuw waarsch. begin 19e eeuw (verb.)                                                                                          |           | Thomas Sjolles Siniawei 9  | 53° 17' 51" NB, 5° 56' 57" OL | 11693  | Meer afbeeldingen |
| Woning met omlijste deurpartij en zesruitsvensters onder schilddak met Vlaamse dakkapel         | Woonhuis                  | late 18e eeuw |           | Thomas Sjolles Siniawei 11 | 53° 17' 52" NB, 5° 56' 58" OL | 11694  | Meer afbeeldingen |
| Klaarkampstermolen                                                                              | Industrie- en poldermolen | 1862 1893 (herb. op huidige locatie) gerest. in 1975, 1991 en 2009                                                                       |           | Trekwei 11                 | 53° 18' 19" NB, 5° 56' 17" OL | 11695  | Meer afbeeldingen |
| Tjaardastate                                                                                    | Boerderij                 | ca. 1860 (voorhuis, bedrijfsdeel mog. ouder                                                                                              |           | Van Aylvawei 32            | 53° 17' 43" NB, 5° 57' 5" OL  | 512847 | Meer afbeeldingen |
| Tjaardastate, duiventil annex kleinveehok                                                       | Dierenverblijf            | ca. 1800 1994 (rest.) |           | bij Van Aylvaweg 32        | 53° 17' 43" NB, 5° 57' 5" OL  | 512848 | Upload foto       |

## Roodkerk
De plaats Roodkerk (Readtsjerk) telt 3 inschrijvingen in het rijksmonumentenregister.
| Object | Oorspronkelijke functie?  | Bouwjaar                                                           | Architect | Locatie          | Coördinaten?                  | Nr.?  | Afbeelding                                                                                                   |
| --- | ------------------------- | ------------------------------------------------------------------ | --------- | ---------------- | ----------------------------- | ----- | --- |
| Kop-hals-rompboerderij met voorhuis met omlopende goot, houten geveldaklijsten en schoorstenen waarop borden | Boerderij                 | mog. late 18e eeuw                                                 |           | Healburd 7       | 53° 16' 12" NB, 5° 53' 46" OL | 11690 | Kop-hals-rompboerderij met voorhuis met omlopende goot, houten geveldaklijsten en schoorstenen waarop borden |
| Roodkerkje (Hervormde kerk)                                                                                  | Kerk en kerkonderdeel     | vroege 12e eeuw ca. 1775 (geveltoren, verb.) waarsch. 1846 (verb.) |           | Tsjerkewei 17    | 53° 15' 23" NB, 5° 56' 0" OL  | 11696 | Meer afbeeldingen                                                                                            |
| De Hoop | Industrie- en poldermolen | 1911 1961 (rest.) 1969 (rest.) 1975 (rest.) 2010 (herstel)         |           | Reitfjildswei 2B | 53° 15' 60" NB, 5° 55' 50" OL | 11697 | Meer afbeeldingen                                                                                            |

## Sijbrandahuis
De plaats Sijbrandahuis (Sibrandahûs) telt 2 inschrijvingen in het rijksmonumentenregister.
| Object                        | Oorspronkelijke functie? | Bouwjaar                                                | Architect          | Locatie                | Coördinaten?                  | Nr.?  | Afbeelding        |
| ----------------------------- | ------------------------ | ------------------------------------------------------- | ------------------ | ---------------------- | ----------------------------- | ----- | ----------------- |
| Kloosterkapel. Hervormde kerk | Kerk en kerkonderdeel    | ca. 1300 16e eeuw (verb.) 19e eeuw (verb.) 1977 (rest.) | R. Kijlstra (1977) | Burdaarderstrjitwei 4  | 53° 18' 40" NB, 5° 56' 33" OL | 11698 | Meer afbeeldingen |
| Starkenborch                  | Boerderij                | 1868                                                    |                    | Burdaarderstrjitwei 10 | 53° 18' 42" NB, 5° 56' 35" OL | 11699 | Meer afbeeldingen |

## Veenwouden
De plaats Veenwouden (Feanwâlden) telt 4 inschrijvingen in het rijksmonumentenregister.
| Object                                                 | Oorspronkelijke functie? | Bouwjaar | Architect                                            | Locatie        | Coördinaten?                  | Nr.?   | Afbeelding                                   |
| ------------------------------------------------------ | ------------------------ | --- | ---------------------------------------------------- | -------------- | ----------------------------- | ------ | -------------------------------------------- |
| Schierstins                                            | Waarnemingspost          | ca. 1300 1661 (uitbr.) eind 18e eeuw (uitbr.) na 1814 (uitbr.) 1905-'06 (rest.) 1961-'65 (rest.) 1991 (rest.) | D.M. Koldijk en A. Mulder (1906) A. Baart jr. (1965) | Haadstrjitte 1 | 53° 14' 22" NB, 5° 59' 26" OL | 11700  | Meer afbeeldingen                            |
| Johanneskerk                                           | Kerk en kerkonderdeel    | 1648 18e eeuw (vensters) 1971 (rest.)                                                                         |                                                      | Haadstrjitte 6 | 53° 14' 21" NB, 5° 59' 30" OL | 11701  | Meer afbeeldingen                            |
| Boerderij in ambachtelijk-traditionele stijl           | Boerderij                | 1893 |                                                      | Stinswei 4     | 53° 14' 20" NB, 5° 59' 20" OL | 512850 | Boerderij in ambachtelijk-traditionele stijl |
| Boerderij in ambachtelijk-traditionele stijl, stookhok | Boerderij                | 1893 |                                                      | Stinswei 4     | 53° 14' 20" NB, 5° 59' 20" OL | 512851 | Upload foto                                  |

## Wouterswoude
De plaats Wouterswoude (Wâlterswâld) telt 6 inschrijvingen in het rijksmonumentenregister.
| Object                                                                               | Oorspronkelijke functie? | Bouwjaar                     | Architect | Locatie         | Coördinaten?                 | Nr.?   | Afbeelding                                                                           |
| ------------------------------------------------------------------------------------ | ------------------------ | ---------------------------- | --------- | --------------- | ---------------------------- | ------ | ------------------------------------------------------------------------------------ |
| Woudhuisje onder rieten zadeldak tussen topgevels met schoorsteen op een daarvan     | Woonhuis                 | 1819                         |           | Achterwei 12    | 53° 18' 1" NB, 6° 2' 4" OL   | 11702  | Meer afbeeldingen                                                                    |
| Hervormde kerk                                                                       | Kerk en kerkonderdeel    | 17e eeuw (toren) 1805 (kerk) |           | Tsjerkeloane 34 | 53° 18' 4" NB, 6° 1' 39" OL  | 11703  | Meer afbeeldingen                                                                    |
| Boerderij in ambachtelijk-traditionele stijl in bruine baksteen met gele gevelbanden | Boerderij                | ca. 1890                     |           | Foarwei 55      | 53° 17' 29" NB, 6° 1' 44" OL | 512857 | Boerderij in ambachtelijk-traditionele stijl in bruine baksteen met gele gevelbanden |
| Boerderij in ambachtelijk-traditionele stijl, stookhok                               | Boerderij                | ca. 1890                     |           | Foarwei 55      | 53° 17' 29" NB, 6° 1' 44" OL | 512860 | Boerderij in ambachtelijk-traditionele stijl, stookhok                               |

Achtkarspelen ·
Ameland ·
Dantumadeel ·
De Friese Meren ·
Harlingen ·
Heerenveen ·
Leeuwarden ·
Noardeast-Fryslân ·
Ooststellingwerf ·
Opsterland ·
Schiermonnikoog ·
Smallingerland ·
Súdwest-Fryslân ·
Terschelling ·
Tietjerksteradeel ·
Vlieland ·
Waadhoeke ·
Weststellingwerf